# بيتر بيرغمان
بيتر بيرغمان (بالإنجليزية: Peter Bergman)‏ هو ممثل أمريكي، ولد في 11 يونيو 1953 في كوبا.

## وصلات خارجية
- بيتر بيرغمان على موقع IMDb (الإنجليزية)
- بيتر بيرغمان على موقع إن إن دي بي (الإنجليزية)
- بيتر بيرغمان على موقع قاعدة بيانات الفيلم (الإنجليزية)